# Wilhelm (III.) von Raron
Wilhelm von Raron (* um 1407; † 11. Januar 1451 in Pallanza) war Fürstbischof von Sitten.

## Werdegang
Wilhelm von Raron war der Sohn des Egidius und der Annina von Raron. Seine Eltern entstammten verschiedenen Zweigen der Freiherren von Raron. Sein Großvater Rudolf von Raron schenkte ihm 1419 seinen ganzen Besitz im Wallis und machte ihn ein Jahr später zum Alleinerben. Als Kleriker wurde er 1422 erstmals als Herr von Montville im Val d’Hérens bezeichnet. Seine Einkünfte in der Pfarrei Naters und im Ganter kamen 1427 zum Verkauf. Im selben Jahr trat er die Nachfolge seines verstorbenen Onkels Luquinus von Raron im Domkapitel an. In der Kapitelskirche auf Valeria stiftete er einen Altar und gab eine Chorbemalung in Auftrag. In Vertretung des Bischofs visitierte er 1435 das Dekanat oberhalb von Sitten.
Das Domkapitel wählte ihn 1437 als Nachfolger des verstorbenen Andreas dei Benzi zum Bischof von Sitten und damit zum Grafen und Präfekten von Wallis. Nach der Bestätigung durch Papst Eugen IV. folgte die Einsetzung durch das Domkapitel und die Huldigung durch den in Brig tagenden Landrat. Er nahm 1439 am Konzil von Basel teil, das seine Wahl bestätigte. Den dort gewählten Papst Felix V. erkannte er jedoch nicht an.
Wilhelm von Raron gelang es 1446, einen Freundschaftsvertrag mit Ludwig von Savoyen und Bern abzuschließen. Zudem räumte er den Landleuten mit den Artikeln von Naters eine Mitwirkung an den weltlichen Regierungsgeschäften ein. Grenzstreitigkeiten mit dem Eschental fanden 1448 mit mehreren Verträgen ein vorläufiges Ende. Während seiner Amtszeit besuchte er dreimal alle Pfarreien seiner Diözese. Zu einer Romreise kam es 1450, auf deren Rückreise er verstarb. Er wurde in der Kirche auf Valeria begraben, wo sein Grabmal noch heute zu sehen ist. 

## Pfarreigründungen
- 1438: Hérémence